# Dubravka Ugrešić
(Dubravka Ugresic, Vietato leggere, p. 182)
Dubravka Ugrešić (Kutina, 27 marzo 1949 – Amsterdam, 17 marzo 2023) è stata una scrittrice croata naturalizzata olandese.

## Biografia
Nata il 27 marzo 1949 da madre bulgara e padre croato, Dubravka cresce a Kutina, nella Regione di Sisak e della Moslavina - nella parte interna della Croazia - al tempo della Repubblica Socialista Federale di Jugoslavia. Studia Letteratura e Russo a Zagabria, e per un anno frequenta l'Università di Mosca come ricercatrice, studiando gli scrittori dell'avanguardia sovietica degli anni Venti e Trenta, di cui cura un'antologia. Lavora come ricercatrice presso l’Istituto per le scienze letterarie della Facoltà di filosofia di Zagabria per vent'anni, svolgendo contemporaneamente l'attività di scrittrice. Esordisce come scrittrice nel 1971 con una raccolta di racconti per bambini Mali plamen (La piccola fiamma), cui seguono Filip i sreća (Filipo e la felicità, 1976), Poza za prozu e Nova ruska proza. Ottiene il successo sperato solo nel 1981 per Štefica Cvek u raljama života (Stefania tra le mascella della vita), romanzo ironico d'impronta post-modernista; nel 1984 il regista croato Rajko Grlić ne trae un film, U raljama života.
Nel 1991, quando scoppiano le guerre jugoslave, Ugrešić, pacifista, critica il conflitto e il nazionalismo serbo e croato, diventando così bersaglio di giornalisti e politici nazionalisti e oggetto di denigrazione continua dei media. Viene etichettata come "una prostituta, una strega, una traditrice" e nel 1993 lascia la Croazia, e si stabilisce nei Paesi Bassi. Lavora come insegnante in diverse università europee e americane tra cui Harvard, UCLA, Columbia e Freie Universität Berlin.
Le sue opere, tradotte in più di venti lingue, le hanno fatto vincere diversi premi letterari, fra cui l'Österreichischem Staatpreis für Europäische literatur, conferitogli dal Governo austriaco, il Premio Feronia a Fiano (2004), il Vilenica Prize in Slovenia (2016) e il Neustadt International Prize for Literature nel 2016.
Nel 2014 ha pubblicato Cultura Karaoke per Edizioni nottetempo, seguito nel 2016 da Europa in seppia, che rappresentano il secondo e il terzo capitolo di un commentario sul nostro tempo iniziato con Vietato leggere del 2005.
Viveva e lavorava ad Amsterdam e collabora con diversi giornali e riviste.
È deceduta il 17 marzo 2023 all'età di 73 anni.

## Produzione letteraria
Nel 1971, ad appena 21 anni, Ugrešić esordisce con Mali Plamen (La piccola fiamma), con quale vince il premio per il miglior libro per bambini in Croazia.
Nel 1981 esce il suo primo romanzo, Štefica Cvek u raljama života (Stefania nella mascella della vita). Ispirato a Madame Bovary di Gustave Flaubert, combina elementi della letteratura classica con il genere del romanzo rosa e chick lit. Protagonista della storia è una giovane dattilografa, Steffie Speck, il cui il nome le è stato ispirato da una rubrica che era solita leggere, Dear Abby. Dubravka gioca in continuazione con il suo personaggio usando la parodia e introducendo elementi kitsch per raccontarne le storie d'amore. Il regista croato Rajko Grlić nel 1984 ne trae il film U raljama života.
Nel 1988 pubblica il romanzo Forsiranje romana-reke (Guadando il fiume del romanzo), con quale vince il premio NIN come miglior romanzo jugoslavo dell'anno. È una sorta di giallo dai toni parodistici, diviso in sezioni, ognuna delle quali rappresenta gli eventi di un giorno, introdotti da titoli in francese ("Jeudi, le 8 mai"). Si svolge durante una conferenza internazionale di letterati, ambientata a Zagabria durante l'epoca comunista. Inizia con la morte di uno scrittore antifranchista nella piscina dell'hotel intercontinentale, e prosegue con altre vicende in cui si intrecciano spionaggio, intrighi sessuali, omicidi, scene esilaranti. Nel libro si trovano mescolati generi e forme narrative diverse - diario, lettere, racconto in terza persona - e anche le lingue dei diversi personaggi alimentano questa confusione carnevalesca. Ugrešić fa emergere le differenze tra le culture dell'Europa orientale e occidentale, e riflette in termini satirici sui limiti e sulle assurdità della professione letteraria.
Il romanzo Il museo della resa incondizionata (Muzej bezuvjetne predaje) pubblicato nel 2001 (inizialmente comparso nel 1997 con il titolo Museum van onvoorwaardelijke overgave) è un mix di fantasia, autobiografia e saggio, che ha per io narrante una donna in esilio da Zagabria a Berlino. È una collezione di ricordi, fotografie ed esperienze di una migrante, legate alla vita dell'autrice.
Con il romanzo Ministarstvo boli (Il ministero del dolore) pubblicato nel 2004, l'autrice narra la storia di un’insegnante di serbo-croato, Tanja Lucić, fuggita ad Amsterdam dopo i massacri della guerra dei Balcani, che insegna letteratura slovena, croata, bosniaca, serba, montenegrina e macedone, ossia una materia scomparsa, come la sua terra d'origine, a giovani studenti, profughi come lei. Ugrešić raccoglie i ricordi di un paese che non esiste più e riflette sulla natura della guerra, sulla frammentazione del linguaggio e dell'identità.
Nel 2013 viene pubblicata la raccolta di saggi e articoli Europa in seppia (Europa u sepiji) costituita da immagini, cartoline, ricordi della vecchia Europa del Novecento, specie di quella dell'est. L'autrice si confronta con l'esperienza del comunismo ed esprime la sua critica per il mercato di souvenir con cui la "jugonostalgia" è diventata "strategia di conciliazione e oblio".
Nella raccolta dei saggi Karaoke Kultura (Cultura karaoke), pubblicata nel 2015, l'autrice indaga alcuni aspetti della società contemporanea, come il consumismo, l'omologazione, il ruolo di Internet, i rischi e gli eccessi della nuova cultura digitale, la "twitterature", denunciando la necessità nevrotica dell'individuo di lasciare un'impronta nel mondo indifferente di oggi.

## Opere

### Romanzi
- 1981. Štefica Cvek u raljama života (trad. lett.:Stefania tra le mascelle della vita), Zagreb, GZH
- 1988. Forsiranje romana-reke (trad. lett.:Guadando il fiume del romanzo). Zagreb, August Cesarec
- 1997. Museum van onvoorwaardelijke overgave. Amsterdam, Nijgh&van Ditmar

Il museo della resa incondizionata, traduzione di Lara Cerruti, Milano, RCS Libri Bompiani, 2002, ISBN 88-452-5322-8
Il museo della resa incondizionata, traduzione di Lara Cerruti, La Nave di Teseo, 2023, ISBN 978-8834612965
- 2004. Ministarstvo boli, Zagreb, Faust Vrančić

Il ministero del dolore, traduzione di Lara Cerruti, Milano, Garzanti, 2007, ISBN 978-88-11-68573-9
- 2008. Baba Jaga je snijela jaje, Zagreb, Vuković-Runjić

Baba Jaga ha fatto l’uovo, traduzione di Milena Djokovic, Roma, Nottetempo, 2011, ISBN 978-88-7452-285-9
- 2017. Lisica, Zagreb, Fraktura

La Volpe, La Nave di Teseo, 2022 

### Storie brevi
- 1978. Poza za prozu, Zagreb, CDD
- 1983. Život je bajka (La vita è una favola), Zagreb, GZH

### Saggi
- 1993. Američki fikcionar, Zagreb, Durieux
- 1995. De cultuur van leugens, Amsterdam, Nijgh&van Ditmar
- 1996. Kultura lazi (La cultura delle bugie)
- 2001. Zabranjeno čitanje, Sarajevo, Omnibus

Vietato leggere, traduzione di Milena Djokovic, Roma, Nottetempo, 2005, ISBN 88-7452-061-1
- 2005. Nikog nema doma, Zagreb, Faust Vrancic
- 2010. Napad na minibar, Zagreb, Fraktura
- 2013. Europa u sepiji, Beograd, Fabrika knjiga

Europa in Seppia, traduzione di Olja Perišić-Arsić e Silvia Minetti, Rome, Nottetempo 2016, ISBN 978-88-7452-599-7
- 2015. Karaoke kultura, Zagreb, Kulturtreger&Multimedijalni institut (Pubblicato per la prima volta in Napad na minibar, 2010)

Cultura karaoke, traduzione di Olja Perišić Arsić e Silvia Minetti, Rome, Edizioni Nottetempo, 2014, ISBN 978-88-7452-491-4

### Ricerca
- 1980. Nova ruska proza, Zagreb, SNL

### Libri per bambini
- 1971. Mali Plamen (La piccola fiamma), Zagreb, Mladost
- 1976. Filip i Srećica (Filippo e la felicità), Zagreb, Mladost
- 1988. Kućni duhovi (Spiriti domestici), Zagreb, August Cesarec

## Premi

### Premi internazionali
- 1996. Premio europeo Charles Veillon per la saggistica
- 1997. Verzetsprijs van de Stichting Kunstenaarsverzet (Artists in Resistance Prize), Netherlands
- 1998. SWF-Bestenliste Literaturpreis (Sud-West-Funk Bestlist Literary Award), Germany (Il museo della resa incondizionata)
- 1998. Osterreichischen Staatspreis fur Europaische Literatur (Austrian State Prize for European Literature), Austria
- 2000. Heinrich Mann Preis, Akademie der Künste Berlino, Germania
- 2004. Premio Feronia – Città di Fiano, Italy
- 2010. James Tiptree Literary Award, USA (Baba Jaga ha fatto l’uovo)
- 2012. Jean-Améry-Preis für Europaische Essayistik, Austria/Germany
- 2016. Neustadt International Prize for Literature, USA
- 2016. Vilenica Prize, Slovenia

### Posizione come finalista
- 2003. Finalista di Premio Strega Europeo, Italy, (Il museo della resa incondizionata)
- 2006. Finalista di Independent Foreign Fiction Prize, UK (Il ministero del dolore)
- 2007. Finalista di Angelus Central European Literary Award, Poland (Il ministero del dolore)
- 2008. Finalista di Prix Femina-Roman Etranger, France (Il ministero del dolore)
- 2009. Finalista di Man Booker International Prize, UK
- 2011. Finalista of NBCC Awards (criticism), USA (Cultura karaoke)

### Premi vinti nella ex Jugoslavia
- 1971. Nagrada “Grigor Vitez”, (Mali plamen)
- 1988. Nagrada “Ksaver Sandor Gjalski”, (Forsiranje romana-reke)
- 1988. Premio Meša Selimović, (Forsiranje romana-reke)
- 1988. Premio NIN, (Forsiranje romana-reke)
- 1989. Nagrada Grada Zagreba